# جودیت ۶۶۴
سیارک ۶۶۴ (به انگلیسی: 664 Judith، نامگذاری:1908DH) ششصد و شصت و چهارمین سیارک کشف شده‌است که در ۲۴ ژوئن ۱۹۰۸ و در هایدلبرگ کشف شد.
قدر مطلق سیارک برابر ۹٫۹۷ است.